# Sandjak de Tríkala
Le sanjak de Tríkala ou Tirhala (turc ottoman: Sancak-i / Liva-i Tirhala; grec: λιβάς / σαντζάκι Τρικάλων) était une province ottomane (sandjak ou livah) englobant la région de Thessalie. 
Ce sandjak a été créé après la conquête de la Thessalie par les Ottomans entre la fin du XIVe siècle et le milieu du XVe siècle et dépendait de l'eyalet de Roumélie.
Son siège fut transféré au XVIIIe siècle de Tríkala à Lárissa.